# Masashi Kishimoto
Masashi Kishimoto (jap. 岸本 斉史 Kishimoto Masashi; ur. 8 listopada 1974 w Nagi) – japoński mangaka, znany przede wszystkim z mangi Naruto.

## Życiorys
Masashi Kishimoto zadebiutował jako mangaka pracą zatytułowaną Karakuri, która została wydana w 1996 roku nakładem wydawnictwa Shūeisha. Za tę mangę otrzymał nagrodę Hop Step Award, przyznawaną raz w miesiącu przez redakcję magazynu „Shūkan Shōnen Jump” i przeznaczoną dla debiutantów.
Kolejna manga autorstwa Kishimoto – Naruto, zadebiutowała 21 września 1999 w magazynie „Shūkan Shōnen Jump”. Wydawana była przez kolejne 15 lat, aż do 6 listopada 2014.

## Twórczość

### Mangi
- Karakuri (jap. カラクリ) – one-shot wydany w 1996 roku, ukazał się w Hop Step Award Selection 18 ('95~'96) (1996), „Akamaru Jump Winter” (1997) i Naruto: The Official Premium Fanbook (2009); zwycięzca „Hop Step Award” (1996).
- Naruto (jap. NARUTO－ナルト－) – one-shot pilotażowy wydany w 1997 roku w magazynie „Akamaru Jump Summer”, a następnie w książce Naruto: The Official Fanbook wydanej w 2002 roku.
- Karakuri (jap. カラクリ) – manga wydana 21 grudnia 1997, zadebiutowała i została zakończona w numerze 4-5/1998 magazynu „Shūkan Shōnen Jump”.
- Naruto (jap. NARUTO－ナルト－) – manga wydawana od 21 września 1999 do 6 listopada 2014 w magazynie „Shūkan Shōnen Jump”, w numerze 43/1999.
- Bench (jap. ベンチ Benchi) – one-shot wydany 11 października 2010 w numerze 45/2010 magazynu „Shūkan Shōnen Jump”.
- Mario – one-shot wydany 2 maja 2013, ukazał się w numerze 6/2013 magazynu „Jump Square 2013”.
- Boruto: Road to B (jap. BORUTO-ROAD TO "B" Boruto-Rōdo tu Boruto) – one-shot, który powstał przy współpracy Kishimoto z Kenjim Tairą; wydany 17 sierpnia 2015 w numerze 36/2015 magazynu „Shūkan Shōnen Jump”.
- Naruto: The Seventh Hokage and the Scarlet Spring (jap. NARUTO -ナルト- 外伝 〜七代目火影と緋色の花つ月〜 Naruto Gaiden: Nanadaime hokage to akairo no hanatsuzuku) – manga wydawana od 27 kwietnia do 6 lipca 2015 w numerze 22-23/2015 magazynu „Shūkan Shōnen Jump”.
- Naruto: The Path Lit by the Full Moon (jap. ＮＡＲＵＴＯ―ナルト― 外伝 ～満ちた月が照らす道～ Naruto Gaiden: Michita Tsuki ga Terasu Michi) – one-shot wydany 25 kwietnia 2016 w numerze 21-22/2016 magazynu „Shūkan Shōnen Jump” i w pierwszym tomie Boruto: Naruto Next Generations.
- Boruto: Naruto Next Generations (jap. BORUTO-ボルト- -Naruto Next Generations- Boruto: Naruto Nekusuto Jenerēshonzu) – kierownik redakcyjny, scenarzysta (od listopada 2020[2]); wydawana od 9 maja 2016 do 10 czerwca 2019 w magazynie „Shūkan Shōnen Jump”, gdzie zadebiutowała w 23 numerze z 2016 roku; od 20 lipca 2019 wydawana w miesięczniku V Jump[3].
- Samurai 8: The Tale of Hachimaru (jap. サムライ8 八丸伝 Samurai 8: Hachimaruden) – twórca, scenarzysta i storyboardzista; wydawana od 13 maja 2019 do 23 marca 2020 w magazynie „Shūkan Shōnen Jump”[4].

### Filmy
- Road to Ninja: Naruto the Movie (2012) – planista fabuły i projektant postaci[5].
- The Last: Naruto the Movie (2014) – twórca fabuły, projektant postaci i główny kierownik historii[6].
- Boruto: Naruto the Movie (2015) – twórca fabuły, scenarzysta, projektant postaci, główny kierownik produkcji[7].

### Artbooki
- The Art of Naruto: Uzumaki (jap. 岸本斉史画集 UZUMAKI Kishimoto Masashi Gashū: Uzumaki; dosł. The Art of Masashi Kishimoto: Uzumaki) – 2004[8]
- Paint Jump: Art of Naruto (jap. PAINT JUMP Art of NARUTO－ナルト－) – 2008[9]
- The Art of Naruto: Naruto (jap. NARUTO―ナルト―イラスト集 NARUTO Naruto Irasuto-shū: Naruto; dosł. Naruto Illustration Collection: Naruto) – 2009[10]
- Uzumaki Naruto: Illustrations (jap. NARUTO―ナルト―イラスト集 UZUMAKI NARUTO Naruto Irasuto-shū: Uzumaki Naruto; dosł. Naruto Illustration Collection: Naruto Uzumaki) – 2015[11]

### Light novel
- Naruto: Tales of a Gutsy Ninja (jap. NARUTO―ナルト― ド根性忍伝 Naruto: Dokonjō Ninden) (2010) – ilustrator.
- Naruto: Blood Prison (jap. NARUTO―ナルト― 鬼燈の城（ブラッド・プリズン） Naruto: Buraddo Purizun) (2011) – ilustrator.
- Naruto Jinraiden: The Wolf that Howled at the Sun (jap. NARUTO－ナルト－ 迅雷伝狼の哭く日 Naruto Jinraiden: Ōkami no Naku Hi) (2012) – ilustrator.
- Naruto: Kakashi's Story (jap. NARUTO－ナルト－ カカシ秘伝 氷天の雷 Naruto: Kakashi Hiden – Hyōten no Ikazuchi) (2015) – ilustrator.
- Naruto: Shikamaru's Story (jap. NARUTO－ナルト－　シカマル秘伝 闇の黙に浮ぶ雲 Naruto: Shikamaru Hiden – Yami no Shijima ni Ukabu Kumo) (2015) – ilustrator.
- Naruto: Sakura's Story (jap. NARUTO－ナルト－　サクラ秘伝 思恋、春風にのせて Naruto: Sakura Hiden – Shiren, Harukaze ni Nosete) (2015) – ilustrator.
- Naruto: Konoha's Story (jap. NARUTO－ナルト－　木ノ葉秘伝 祝言日和 Naruto: Konoha Hiden – Shūgenbiyori) (2015) – ilustrator.
- Naruto: Gaara's Story (jap. NARUTO－ナルト－　我愛羅秘伝 砂塵幻想 Naruto: Gaara Hiden – Sajingensō) (2015) – ilustrator.
- Naruto: The Akatsuki's Story (jap. NARUTO－ナルト－　暁秘伝 咲き乱れる悪の華 Naruto: Akatsuki Hiden – Sakimidareru Aku no Hana) (2015) – ilustrator.
- Naruto: Tales of a Chaste Ninja (jap. NARUTO―ナルト― ド純情忍伝 Naruto: Dojunjō Ninden) (2015) – ilustrator.
- Naruto: Itachi's True Story (jap. NARUTO－ナルト－ イタチ真伝 Naruto: Itachi Shinden) (2015) – ilustrator.
- Naruto: Sasuke's True Story (jap. NARUTO－ナルト－　サスケ真伝 Naruto: Sasuke Shinden) (2015) – ilustrator.
- Naruto: Konoha's New Story (jap. NARUTO－ナルト－　木ノ葉新伝 Naruto: Konoha Shinden) (2016) – ilustrator.
- Naruto: Naruto's New Story (jap. NARUTO－ナルト－　ナルト新伝 Naruto: Naruto Shinden) (2016) – ilustrator.
- Naruto: Sasuke's New Story (jap. NARUTO－ナルト－　サスケ新伝 Naruto: Sasuke Shinden) (2016) – ilustrator.
- Naruto: Shikamaru's New Story (jap. NARUTO－ナルト－　シカマル新伝 Naruto: Shikamaru Shinden) (2016) – ilustrator.

### Inne
- Tekken 6 (2012) – gościnnie projektant postaci[12].
- Motion Comic: Naruto (2012) – projektant[13].
- Naruto Shippuden: Ultimate Ninja Storm Revolution (2014) – projektant postaci i kierownik redakcyjny[14].
- Strings on Fire (Chisako Takashima, 2015) – artysta okładki albumu specjalnego[15]
- Learning Japanese History Through Manga, Volume 1 (2016) – artysta okładki[16].
- Learning Japanese History Through Manga, Volume 5 (2016) – artysta okładki[16].